# Ronnie Campbell
Ronald "Ronnie" Campbell, född 14 augusti 1943 i Tynemouth i Tyne and Wear, död 23 februari 2024, var en brittisk politiker (Labour). Han var ledamot av underhuset för Blyth Valley mellan 1987 och 2019.
Campbell röstade ofta emot den egna partilinjen, exempelvis rörande Irakkriget. Han var också för Brexit och röstat mot förslag att fördröja utträdet.